# 入江相政
入江 相政（いりえ すけまさ、1905年〈明治38年〉6月29日 - 1985年〈昭和60年〉9月29日）は、日本の官僚、歌人であり随筆家である。
昭和天皇の侍従・侍従長を長く務めた。従二位勲一等旭日大綬章、勲一等瑞宝章、紺綬褒章・賞杯。
堂上華族の入江家出身。歌人・柳原白蓮の甥であり、元岩崎勝商事社長・岩崎勝太郎は相政の義弟にあたる。柳原前光の孫である。

## 略歴
1905年（明治38年）6月29日、東京府東京市麻布区笄町（現・東京都港区西麻布）で、入江為守子爵・貴族院議員の三男として生まれる。兄に入江為常。生家は歌道冷泉派の宗家・冷泉家の流れを汲む「歌の家」。
冷泉家・入江家の通字は家祖・冷泉為相の名から取った「為」だが、入江家では「相」の字も通字として用いられたため、相政と名付けられた。父・為守は冷泉家の当主・冷泉為理の次男で、のちに東宮侍従長や皇太后宮大夫を務めた。為守は、冷泉家分家の入江家当主で従兄でもある入江為福の養子となった。母・信子は柳原前光伯爵の長女で、大正天皇の生母・柳原愛子の姪にあたる。このため、相政は昭和天皇と「はとこ」の関係にある。
1912年（明治45年）4月、学習院初等科に入学。少年時代から歌舞伎、江戸音曲に親しんだ。
1926年（大正15年）4月、東京帝国大学文学部国文学科に入学。
1929年（昭和4年）、同大学を卒業して学習院の講師となる。この頃から、父・為守の勧めで謡（観世流）を習い始める。
1931年（昭和6年）3月29日、岩崎豊弥の娘・君子と結婚。
1932年（昭和7年）3月25日、長女・令子が誕生。
1933年（昭和8年）、学習院の教授に就任。同年12月3日、長男・為年が誕生。
1934年（昭和9年）4月23日、義母・岩崎武子が死去。同年10月29日に宮内省侍従職侍従となる。侍従になる話は断っていたが、この頃には拒みきれなくなっていた。
1935年（昭和10年）1月1日、母・信子の勧めで日記を付け始める。この日記は、以後、相政の死去する前日、1985年（昭和60年）9月28日まで半世紀にわたって続けられ、昭和天皇が崩御した後の1990年（平成2年）に『入江相政日記』（全6巻、朝日新聞社）として公刊。戦前戦後を通じて昭和天皇の側に仕えた者から見た歴史の一面を伝える貴重な史料となった。同年4月から5月にかけ、台湾中北部大地震のため現地差遣。
1936年（昭和11年）2月26日、二・二六事件で連日当直をつとめる。同年3月19日、父・為守が死去。
1941年（昭和16年）10月22日、姪の高木百合子が三笠宮崇仁（たかひと）親王と結婚。
1942年（昭和17年）5月に北九州地方へ、同年7月に関東地方へ、同年9月から10月には樺太へ差遣（さけん）。
1945年（昭和20年）3月10日、東京大空襲で東京都牛込区砂土原町（現・新宿区市谷砂土原町）の自宅を焼失する。同年3月15日、家族（母、妻ら）を山形県東田川郡黄金村（現・山形県鶴岡市）に疎開させる。同年8月14日、終戦の前日に塩原御用邸から帰京し、終戦の玉音放送録音に供奉、同日夜の宮城事件に巻き込まれる。同年12月9日、砂土原町の焼け跡で壕舎生活を始める。
1946年（昭和21年）3月1日、東京都下巡幸に初の供奉。同年6月に千葉県下、同年11月に栃木・茨城県下の巡幸に供奉。
1947年（昭和22年）5月6日、壕舎生活を打ち切り、千代田区三番町の官舎に転居。同年6月に関西巡幸、同年8月に東北巡幸、10月から11月に北陸巡幸に供奉する。
1949年（昭和24年）5月から6月、九州巡幸に供奉。同年11月11日、皇居内の旧本丸跡の官舎に転居。
1951年（昭和26年）11月、近畿巡幸に供奉。
1953年（昭和28年）4月2日、母・信子が死去。
1954年（昭和29年）8月、北海道巡幸に供奉。ここまで一連の巡幸で、多くの御製が詠まれ、各地に記念碑が建てられたが、その大部分を相政が揮毫した。相政は父譲りの能筆で、頼まれて自作の和歌などを書くことが多くなる。
1957年（昭和32年）5月、初の随筆集『侍従とパイプ』（毎日新聞社）を出版し、エッセイストとしての活動を始める。
1960年（昭和35年）11月27日、自作の長唄「朝顔」の初演を聞く。
1966年（昭和41年）5月30日、義兄で元皇太后宮大夫の坊城俊良が死去。
1968年（昭和43年）4月1日、侍従次長に就任。
1969年（昭和44年）3月3日、長兄・為常が死去。同年9月16日、侍従長に就任。
1970年（昭和45年）3月26日、千代田区紀尾井町の侍従長公邸に転居。

昭和天皇の訪米に同行した入江侍従長（1971年9月26日）

1971年（昭和46年）9月から10月、昭和天皇と香淳皇后の訪欧に随行。
1975年（昭和50年）9月から10月、昭和天皇と香淳皇后の訪米に随行。
1980年（昭和55年）11月3日、勲一等瑞宝章を受章。
1981年（昭和56年）8月26日、紺綬褒章及び賞杯を受章。
1983年（昭和58年）4月26日、妻・君子が70歳で死去。
1985年（昭和60年）9月26日、同年10月1日付の侍従長退任を控え宮内記者会とお別れの会見を行ったが、その3日後となる同月29日午後、自宅で意識を失っているところを家人に発見される。同日午後1時31分、虚血性心不全のため、搬送された慶應義塾大学病院で死去した。80歳没（享年81）。死没日付をもって従二位に叙され、勲一等旭日大綬章を追贈された。
吹上御所で入江の訃報を聞いた昭和天皇は「……えらく突然だったね」と発言したという。夕方、侍従があらためて報告した時は、窓に面した椅子に掛けて、振り向かずに「そうか」とだけ述べ、雨に濡れる吹上の庭を見つめていたという。
1990年（平成2年）、長男・為年の監修による『入江相政日記』が、朝日新聞社より公刊された。

## 評価
昭和天皇晩年の侍従長を務めたことで有名になったが、「開かれた皇室」を演出したことや宮中祭祀の簡略化を進めたことで批判的な評価がある。
終戦を宮中三殿に奉告する儀で入江が昭和天皇のご代拝を務めたが、入江には何の感傷もなく、見慣れない入江の装束姿を見て女子職員が吹き出したというふざけたエピソードが記されているだけという（「『いくたびの春』）。昭和41年の大みそかの日記にも自身が祭祀に出席しなくていいことを「こんなうれしいことはない」と自身の祭祀嫌いを露骨に記録している（『入江相政日記』第四巻 朝日新聞社）。昭和45年には旬祭の親拝削減について香淳皇后より抗議を受けたがこれを説き伏せ「くだらない」とまで書き記してあるという。
昭和49年に復活された剣璽御動座の儀にも、最後までもっとも頑強に反対していたのが入江で「こんな反動的なことは、自分の眼の黒いうちは絶対させない」と啖呵を切っていたという。このような入江相政による祭祀の改変に危機感を抱いた掌典補の永田忠興が昭和57年にこの事実を学会発表したことが、週刊誌に取り上げられて大騒動になったこともあった。また入江は宮中祭祀の簡素化に反対していた香淳皇后を説得するためその側近として影響力を持っていた今城誼子女官に「魔女」というニックネームを付けて、その追放を画策した。

## 年譜
- 1905年（明治38年） - 6月29日、出生。
- 1912年（明治45年） - 4月、学習院初等科に入学。
- 1926年（大正15年） - 4月、東京帝国大学文学部国文学科に入学。
- 1929年（昭和4年） - 東京帝国大学文学部を卒業して学習院の講師となる。
- 1931年（昭和6年） - 3月29日、岩崎豊弥の娘・君子と結婚。
- 1932年（昭和7年） - 3月25日、長女・令子誕生。
- 1933年（昭和8年） 
  - 学習院の教授に就任。
  - 12月3日、長男・為年誕生。
- 1934年（昭和9年） 
  - 4月23日、義母・岩崎武子死去。
  - 10月29日に宮内省侍従職侍従となる。
- 1935年（昭和10年） - 1月1日、母の勧めで日記を付け始める。
- 1936年（昭和11年） - 3月19日、東宮侍従長や皇太后宮大夫を務めた父・為守が死去。
- 1953年（昭和28年） - 4月2日、母・信子死去。
- 1957年（昭和32年） - 5月、初の随筆集『侍従とパイプ』（毎日新聞社）を出版。
- 1968年（昭和43年） - 4月1日、侍従次長に就任。
- 1969年（昭和44年） 
  - 3月3日、長兄・為常が死去。
  - 9月16日、侍従長に就任。
- 1980年（昭和55年） - 11月3日、叙・勲一等瑞宝章受章。
- 1981年（昭和56年） - 8月26日、紺綬褒章及び賞杯を受章。
- 1983年（昭和58年） - 4月26日、妻・君子が70歳で死去。
- 1985年（昭和60年） - 9月29日、慶應義塾大学病院で死去。享年81。勲一等旭日大綬章、従二位を贈られる。
- 1990年（平成2年） - 7月29日、『入江相政日記』が公刊される。

## 栄典
- 勲一等旭日大綬章
- 勲一等瑞宝章
- 紺綬褒章
- イタリア共和国功労勲章カヴァリエーレ・ディ・グラン・クローチェ

## 主な著作

### 著書
- 『侍従とパイプ』（毎日新聞社、1957年5月、中公文庫 1979年、改版2005年）
- 『城の中』（中央公論社、1959年5月、中公文庫 1978年、改版2004年、新版2014年）- 電子書籍で再刊
- 『天皇さまの還暦』（朝日新聞社、1962年4月、朝日文庫 1989年4月）
- 『濠端随筆』（文藝春秋、1965年2月、中公文庫 1980年）
- 『今日の風』（毎日新聞社、1967年11月、中公文庫 1984年）
- 『行きゆきて』（短歌研究社、1969年6月、中公文庫 1981年）
- 『味のぐるり』（日本経済新聞社、1976年11月、中公文庫 1982年）
- 『オーロラ紀行』（読売新聞社、1976年11月、復刊1989年、中公文庫 1983年）
- 『余丁町停留所』（人文書院、1977年11月、中公文庫 1986年1月）
- 『日日是好日』（読売新聞社、1978年11月、中公文庫 1985年）
- 『いくたびの春 宮廷五十年』[注釈 10]（TBSブリタニカ、1981年1月）
- 『真夜中の硯 侍従長のひとりごと』（講談社、1982年1月、講談社文庫 1985年12月）
- 『不如意の美』（中央公論社、1984年10月）
- 『陛下側近として五十年』（講談社、1986年3月）- 遺文集[注釈 11]
- 『古典逍遥』（TBSブリタニカ、1986年4月）- 遺文集
- 『入江相政随筆選』（朝日新聞社、1997年）
  - 「1 昭和天皇とともに」、「2 めぐる人びと」、「3 楽しみは尽きず」

### 編著・日記
- 『皇居』（保育社 カラーブックス、1962年）。写真多数のガイドブック。
- 『宮中歳時記』（TBSブリタニカ、1979年4月、角川文庫 1985年、小学館文庫 2002年）
- 『宮中侍従物語』（TBSブリタニカ、1980年4月、角川文庫 1985年）
- 『宮中門前学派』（TBSブリタニカ、1981年4月）
- 『入江相政日記』（入江為年監修、朝日新聞社 全6巻、1990年 - 1991年／朝日文庫 全12巻、1994年 - 1995年）